# ابی لی کرشا
اَبی لی کرشا (به انگلیسی: Abbey Lee Kershaw) (زاده ۱۲ ژوئن ۱۹۸۷)، بازیگر ، مدل ، موزیسین استرالیایی است.
از فیلم‌های معروف او می‌توان به بازی در فیلم مکس دیوانه: جاده خشم ، %۱، الیزابت هاروست، گرمای کشنده و خدایان مصر اشاره کرد.